# Lasiommata
Genre
Lasiommata est un genre de lépidoptères (papillons) de la famille des Nymphalidae, de la sous-famille des Satyrinae et de la tribu des Satyrini.

## Dénomination
Le nom Lasiommata leur a été donné par John Obadiah Westwood en 1841.
Synonyme : Amecera Butler, 1867.

## Étymologie
Du grec lasios = poilu et ommata = yeux (ces papillons ont les yeux couverts de poils).

## Liste des espèces

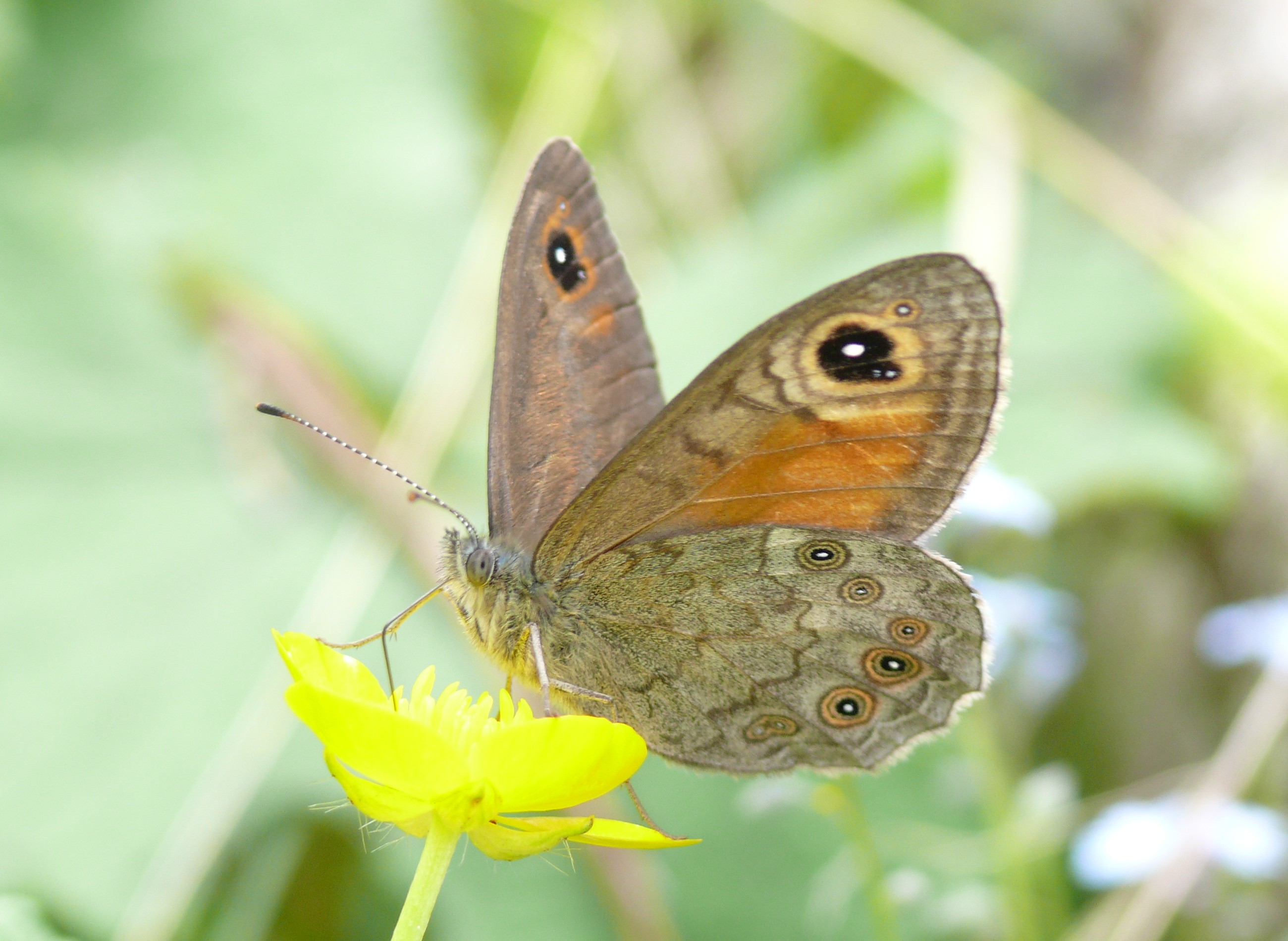
Lasiommata maera

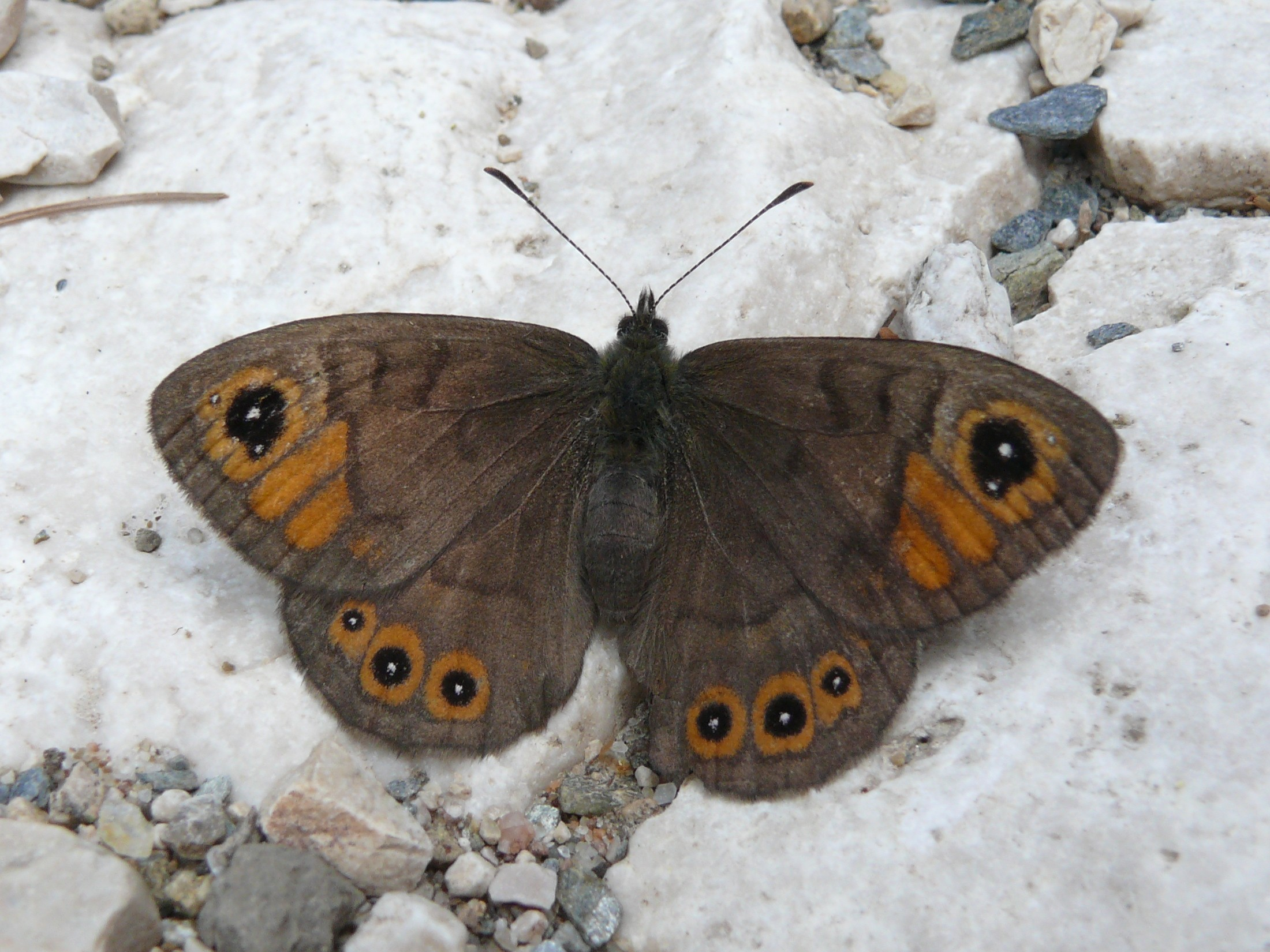
Lasiommata petropolitana

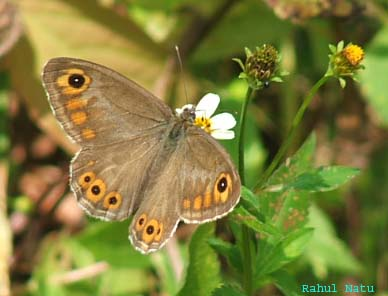
Lasiommata schakra

- Lasiommata adrastoides (Bienert, 1870) ; dans le nord de l'Iran.
- Lasiommata felix Warnecke, 1929 ; en Arabie saoudite.
- Lasiommata hefengana Chou et Zhang, 1994 ; en Chine.
- Lasiommata hindukushica Wyatt & Omoto, 1963 ; en Afghanistan.
- Lasiommata kasumi Yoshino, 1995 ; dans le Shaanxi.
- Lasiommata maderakal Guérin, 1849 ; en Éthiopie.
- Lasiommata maera (Linnaues, 1758) — Némusien (mâle) ou Ariane (femelle) ; en Afrique du Nord, Europe et ouest de l'Asie.
  - Lasiommata maera maera
  - Lasiommata maera abastumana Sheljuzhko, 1937 ; au Caucase.
  - Lasiommata maera adrasta (Hübner, [1823-1824]) ; dans le sud-ouest de l'Europe, au Maroc et en Algérie.
  - Lasiommata maera crimaea (A. Bang-Haas, 1907)
  - Lasiommata maera jachontovi Sheljuzhko, 1937 ; au Caucase.
  - Lasiommata maera meadewaldoi (Rothschild, 1917) ; au Maroc considérée parfois comme une espèce distincte[2].
  - Lasiommata maera ordona Fruhstorfer, 1909 ; dans les steppes de Sibérie.
  - Lasiommata maera orientalis Rühl, [1894] ; en Arménie.
- Lasiommata maerula Felder, 1865 ; dans le nord-ouest de l'Himalaya.
- Lasiommata majuscula (Leech, 1892) ; dans l'ouest de la Chine.
- Lasiommata meadewaldoi (Rothschild, 1917) ou Lasiommata maera meadewaldoi (Rothschild, 1917) ; au Maroc.
- Lasiommata megera (Linnaeus, 1767) — Satyre (mâle) ou Mégère (femelle).
  - Lasiommata megera megera
  - Lasiommata megera megerina (Herrich-Schäffer, 1856)
  - Lasiommata megera transcaspica (Staudinger, 1901)
- Lasiommata menava Moore, 1865 ; en Asie Mineure et au Baloutchistan.
- Lasiommata minuscula (Oberthür, 1923) ; dans l'ouest de la Chine.
- Lasiommata paramegaera (Hübner, [1824]) ; en Corse et en Sardaigne, parfois considérée comme une sous-espèce de Lasiommata megera.
- Lasiommata petropolitana (Fabricius, 1787) — Gorgone ; en Europe et Asie tempérée.
  - Lasiommata petropolitana falcidia (Fruhstorfer, 1908)
  - Lasiommata petropolitana ominata (Krulikovsky, 1903) ; dans le nord de l'Europe et l'ouest de la Sibérie.
  - Lasiommata petropolitana sestia (Fruhstorfer, 1908) ; dans l'Altaï.
- Lasiommata shakra (Kollar, 1844) ; dans l'Himalaya.

## Source
- (en) funet